# Fair to Midland
Fair to Midland ist eine amerikanische Alternative-Rock-Band, die 1998 von Darroh Sudderth und Cliff Campbell gegründet wurde. Die Band hat vier Alben und eine EP herausgebracht. Seit 2013 ist die Band inaktiv. Ob die Band sich endgültig getrennt hat, ist nicht bekannt, liegt aber aufgrund einiger Indizien nahe.

## Bandgeschichte
Gründung und Alben 1998–2011
Fair to Midland wurde 1998 von Sänger Darroh Sudderth und Gitarrist Cliff Campbell im texanischen Sulphur Springs gegründet. 2001 erschien ihr erstes Album The Carbon Copy Silver Lining. Für ihr 2004 erschienenes zweites Album Inter.Funda.Stifle ist Matt Langley der Band beigetreten. Seit 2006 gehört die Band dem Label Serjical Strike an. Serjical Strike gehört dem System-of-a-Down-Sänger Serj Tankian. Er selbst entdeckte Fair to Midland und war so begeistert, dass er ihnen einen Vertrag anbot. Noch im selben Jahr wurde die EP The Drawn and Quartered veröffentlicht. 2007 erschien ihr drittes Album Fables From A May Fly : What I Tell You Three Times Is True und daraus die Singles Dance of the Manatee und Tall Tales Taste Like Sour Grapes.
Das vierte Studioalbum von Fair to Midland erschien 2011 unter dem Titel "Arrows & Anchors".
Inaktivität und mögliche Trennung
Nach der zum Album gehörigen Tour wurde angekündigt, dass ein fünftes Album in der Produktion sei, das unter anderem Songs beinhalten sollte, die es nicht auf das Vorgängeralbum geschafft haben. Im Frühjahr 2013 wurde jedoch der Betrieb der Homepage eingestellt und die Social-Media-Seiten wurden nicht mehr upgedatet. Brett Stowers, der die Band 2011 verlassen hat, war der einzige, der sich bisher zum Status der Band geäußert hat. So sagt er, dass die Band schon zur Zeit seines Verlassens, hohe Schulden angehäuft hätte, bei keinem Label unter Vertrag stand und die Mitglieder der Band über die USA verstreut lebten.
Bis heute ist nicht bekannt, ob die Band sich gänzlich aufgelöst hat oder sie nach der längeren Pause wieder gemeinsame Aktivitäten planen.
Neue Projekte der Mitglieder
Es wird vermutet, dass Sänger Darroh Sudderth geheiratet und ein Kind habe und es gibt Hinweise, dass er als Gesangscoach arbeitet. Laut seinem Profil bei Linked.in ist er "General Manager/Music Director at School of Rock".
Brett Stowers (bis 2011 am Schlagzeug) und Matt Langley (Keyboard) haben mit ehemaligen Mitgliedern von Edgewater und Low Gear "Erstwhile" gegründet und im Oktober 2018 ihr erstes Album veröffentlicht. Da die Seiten von "former members of..." (also "Ehemaligen Mitgliedern von...") sprechen, liegt es nahe, dass Fair to Midland vorerst als getrennt anzusehen sind.

## Konzerte
- Diverse Auftritte als Vorband von Dir en grey (2007)
- Rock am Ring / Rock im Park (2007/2008)
- Diverse Auftritte als Vorband von Serj Tankian (2007)
- Wacken Open Air (2007)
- Auftritte gemeinsam mit Dredg (2011)

## Diskografie
- The Carbon Copy Silver Lining (2002)
- Inter.Funda.Stifle (2004)
- The Drawn and Quartered EP (2006)
- Fables From A May Fly : What I Tell You Three Times Is True (2007)
- Arrows & Anchors (2011)